# Remanea naksanensis
Remanea naksanensis is een eenoogkreeftjessoort uit de familie van de Paramesochridae. De wetenschappelijke naam van de soort is voor het eerst geldig gepubliceerd in 2011 door Back, Lee & Huys.
De soort werd gevonden in brak water nabij het strand van Naksan aan de oostkust van Zuid-Korea.